# Ковалёва, Елена Васильевна
Елена Васильевна Ковалёва (род. 15 декабря 1963, Свеча, Кировская область) — российский государственный деятель. Заместитель Председателя Правительства области. Министр финансов Кировской области. Глава города Кирова с 27 сентября 2017 года.

## Биография
Родилась 15 декабря 1963 года в посёлке городского типа Свеча Кировской области. В 1991 году окончила Кировский сельскохозяйственный институт по специальности экономист — организатор сельскохозяйственного производства.
Июнь 1983 — август 1983 — Инспектор отдела личного страхования Управления госстраха по Кировской области
Август 1983 — август 1984 — Старший экономист инспекции госстраха по Свечинскому району
Август 1984 — октябрь 1990 — Секретарь комсомольской организации СПТУ № 37
Октябрь 1990 — октябрь 1991 — Инструктор Свечинского райкома КПСС.
Ноябрь 1991 — август 1997 — Старший государственный налоговый инспектор, начальник отдела учёта и отчетности Государственной налоговой инспекции по Свечинскому району
Август 1997 — ноябрь 2000 — Заведующая финансовым отделом Свечинского района
Ноябрь 2000 — ноябрь 2001 — Заместитель начальника отдела планирования, анализа доходов и ценных бумаг финансового управления Кировской области
Ноябрь 2001 — сентябрь 2004 — Заместитель начальника бюджетного отдела финансового управления Кировской области
Сентябрь 2004 — сентябрь 2006 — Заместитель главы департамента финансов Кировской области
Сентябрь 2006 — июль 2008 — Глава департамента финансов Кировской области
Июль 2008 — март 2009 — Заместитель Председателя Правительства области. Глава департамента финансов Кировской области.
Март 2009 — июль 2011 — Глава департамента финансов Кировской области
Июль 2011 — июль 2015 — Заместитель Председателя Правительства области. Глава департамента финансов Кировской области
С 1 июля 2015 года по 27 октября 2016 Заместитель Председателя Правительства области. Министр финансов Кировской области.
С сентября 2017 — по н.в. Глава города Кирова. Председатель Кировской городской Думы
Прошла стажировку в США и Германии.
Член партии «Единая Россия».

## Награды
- За безупречную и добросовестную работу в органах исполнительной Кировской области, за инновации в области бюджетной политики награждена Почетной грамотой Правительства Кировской области[5].
- Неоднократно удостоена благодарности Губернатора области[5].
- Награждена нагрудным знаком «Отличник финансовой работы» за значительный вклад в совершенствование финансовых механизмов, способствующих повышению эффективности экономики и социальной сферы страны[5].
- Медаль «За заслуги в проведении Всероссийской переписи населения» (2003, 2012)[1].
- Почётный знак «За безупречную государственную службу»[6].
- Юбилейный знак «80-летие освобождения Гомеля от немецко-фашистских захватчиков» (Гомель, 25.11.2023)[7].